# Francesca Donato (politica)
Francesca Donato (Ancona, 25 agosto 1969) è una politica italiana.

## Biografia

### Gli inizi
Nata ad Ancona da famiglia veneta, è cresciuta spostandosi in varie città del Nord Italia, tra cui Torino, Mogliano Veneto e Padova.
Dopo aver frequentato il liceo linguistico "Santa Caterina da Siena" di Mestre, nel comune di Venezia, inizia a lavorare saltuariamente per la Philip Morris International come interprete per clienti stranieri. Nel 1996 si laurea alla facoltà di giurisprudenza all'Università degli Studi di Modena e Reggio Emilia, e inizia ad esercitare l'attività forense a Padova, nel ramo penale.
Nel 1999 sposa l'imprenditore e architetto palermitano Angelo Onorato e si trasferisce nel capoluogo siciliano. Dopo la nascita dei due figli, riprende l'esercizio della professione presso il foro di Palermo, stavolta nel settore civilistico, fino al 2012, operando in prevalenza nel ramo commerciale e aziendale.
Nel 2013 fonda a Palermo l'associazione "Progetto Eurexit", che promuove idee critiche nei confronti della moneta unica europea. In seguito, si dedica alle attività aziendali familiari, collaborando come account manager della "Casa Ambienti nella Vita", società commerciale con diverse sedi a Palermo. Dal 2017 al 2019 è amministratore unico della "Desigea srl", società di progettazione e design industriale.

### Attività politica

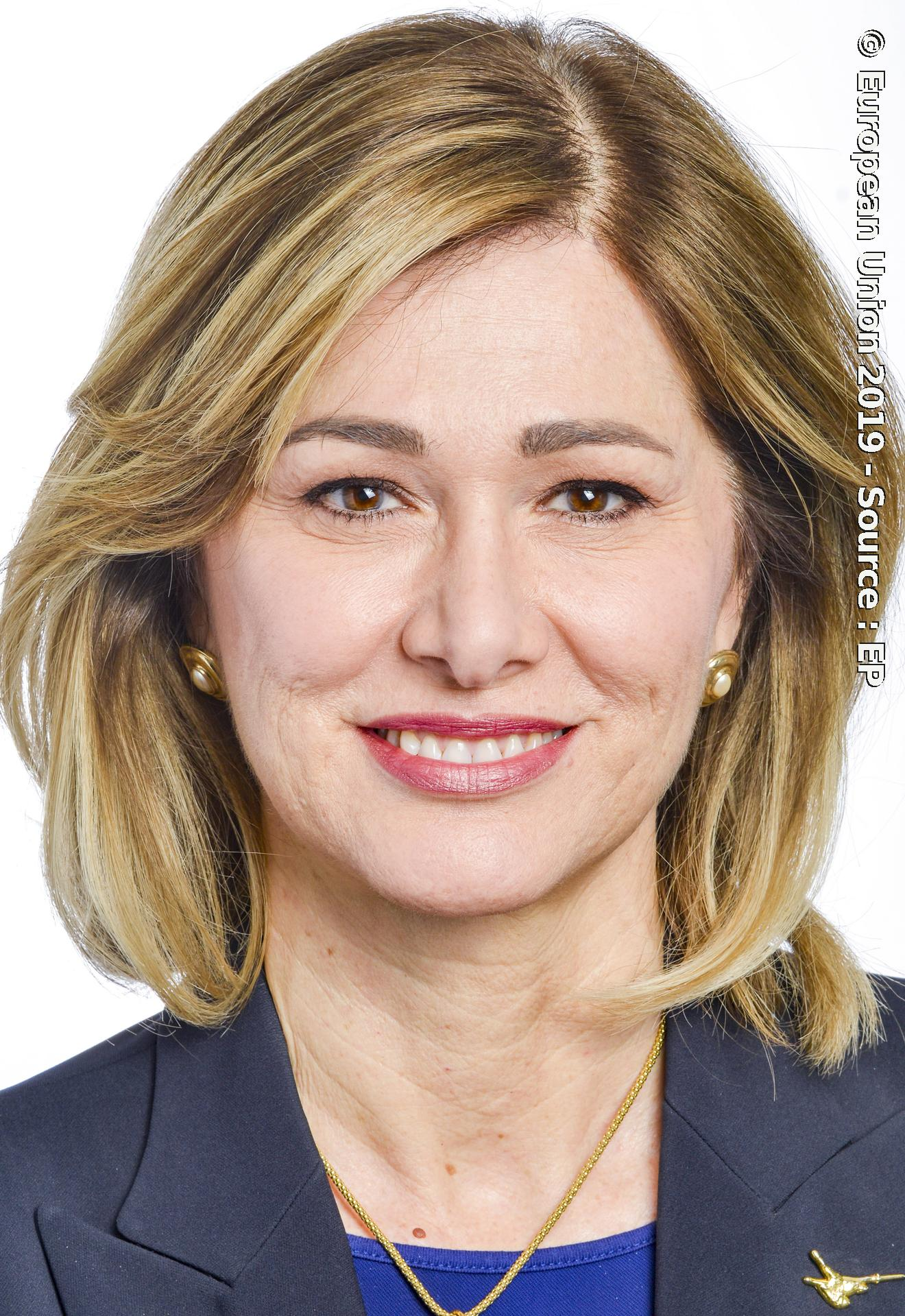
Ritratto ufficiale di Francesca Donato

Nel 2014 viene candidata come indipendente alle elezioni europee di quell'anno dalla Lega Nord nelle circoscrizioni Italia insulare e nord-orientale; ottiene, in tutto, circa 6.000 preferenze senza però essere eletta.
Nel 2018 si riavvicina alla politica divenendo segretario del circolo della Lega a Palermo e riprendendo l'attività dell'associazione "Progetto Eurexit", su scala regionale e nazionale.
Nel maggio 2019 si ricandida con la Lega alle elezioni europee nella circoscrizione insulare e viene eletta al Parlamento europeo con 28.460 preferenze.
Al Parlamento europeo è stata componente del gruppo “Identità e Democrazia”, membro titolare nelle commissioni REGI (sviluppo regionale) ECON (politiche economiche monetarie) e nella Delegazione all'Assemblea parlamentare dell'Unione per il Mediterraneo. È membro sostituto nella Commissione AGRI (agricoltura) e nella delegazione Assemblea parlamentare paritetica ACP-UE; fa parte anche della Commissione STOA (Scientific and Technological Options Assessment) in qualità di membro AGRI. Il 6 ottobre 2021, a seguito della sua uscita dalla Lega, viene espulsa dall'eurogruppo.
Su posizioni contrarie al Green Pass, il 21 settembre 2021 lascia la Lega. Fonda l'associazione politica Rinascita Repubblicana. A novembre dello stesso anno, annuncia ufficialmente la candidatura a sindaco di Palermo per le elezioni comunali. La sua lista civica Rinasci Palermo  ottiene il 3,15% pari a 6.510 voti e non entra in consiglio comunale.

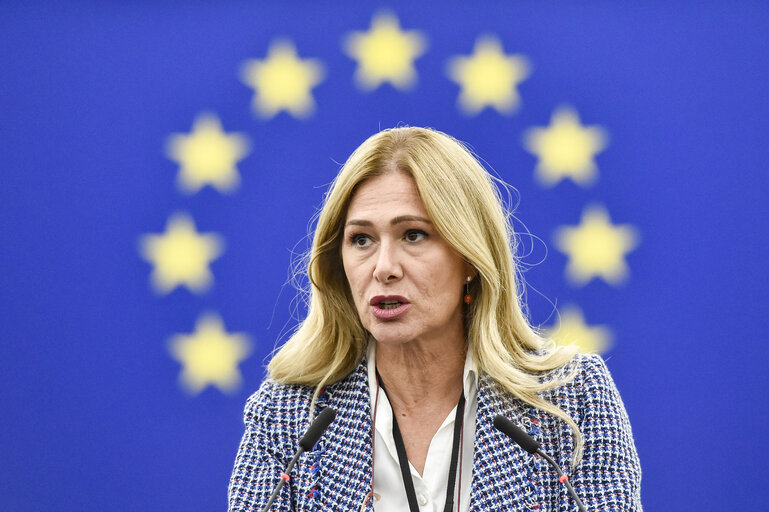
Francesca Donato al Parlamento Europeo

In vista delle elezioni politiche anticipate del 25 settembre 2022 Rinascita Repubblicana forma la lista Italia Sovrana e Popolare insieme a diversi partiti e movimenti anti-sistema come Ancora Italia di Francesco Toscano, Riconquistare l'Italia di Stefano D'Andrea, Azione Civile di Antonio Ingroia, Partito Comunista di Marco Rizzo, Patria Socialista di Igor Camilli, Comitati No Draghi e altri. In seguito, però, annuncia il proprio disimpegno, avendo preso atto della frammentazione in varie liste del fronte anti-sistema.
A inizio 2023 annuncia l'adesione alla Democrazia Cristiana Sicilia Nuova di Salvatore Cuffaro, in disaccordo con la linea filo-atlantista degli altri partiti del centro-destra. A fine maggio diventa vice presidente nazionale del partito su nomina del presidente del partito, Renato Grassi, e del neo segretario nazionale, Totò Cuffaro. A novembre Cuffaro la nomina commissario del partito in Sardegna.
Non si ricandida alle elezioni europee del 2024.

## Vita privata
Nel 1999 convola a nozze con l'architetto e imprenditore palermitano Angelo Onorato, proprietario di due negozi di arredamento, dal quale ha avuto due figli: Salvatore (1999) e Carolina (2003).
Il 25 maggio 2024 Onorato, 54 anni, viene trovato morto all'interno della sua vettura a Palermo con una fascetta da elettricista intorno al collo.

## Controversie
- Hanno suscitato polemiche le sue dichiarazioni in risposta alle affermazioni del medico Antonio Ferro, direttore del dipartimento prevenzione dell'azienda sanitaria locale della provincia di Trento; in particolare, ha paragonato lo slogan "il vaccino rende liberi" al motto Arbeit macht frei, che campeggiava all'ingresso di molti Lager nazisti, tra cui il campo di concentramento di Auschwitz.[13] L'Auschwitz Memorial, in risposta, ha stigmatizzato l'accaduto, invitando a non strumentalizzare i fatti storici.[14]
- Nell'ambito della campagna di propaganda antivaccinista che andava conducendo durante la pandemia virale da SARS-CoV-2, il 5 settembre 2021, sul suo profilo Twitter, commenta la notizia della morte di un medico vaccinato, causata proprio dal COVID-19 (in concomitanza, comunque, con altre patologie[15]), offendendo la famiglia appena colpita dalla tragedia.[16] In seguito, Francesca Donato si è scusata con la famiglia, ma ha ribadito di ritenere credibile come una barzelletta l'efficacia dei vaccini contro il Covid.[17]
- Il 5 dicembre 2021, sul suo sito internet e tramite i suoi canali social[18], accusa Pfizer di aver venduto "prodotti difettosi estremamente nocivi per la salute", facendo esplicitamente riferimento alla cabergolina, farmaco impiegato per il trattamento del morbo di Parkinson. Nello stesso articolo descrive come illegale la vendita da parte di Pfizer di farmaci per l'uso off-label.
- L'11 gennaio 2022, sul suo sito internet e tramite i suoi canali social[19], sostiene la cancerogenicità dell'ALC-0315, un eccipiente contenuto nel vaccino anti COVID-19 Pfizer, un'affermazione della quale è stata evidenziata la falsità.[20][21][22]
- Il 19 gennaio 2022 pubblica un tweet ironico sull'efficacia dei vaccini contro il COVID-19[23][24] riportando un confronto con l'anno precedente ed evidenziando la variazione solo moderata di decessi assoluti, ma omettendo il calo significativo della mortalità relativa, scesa dal 4,3% allo 0,2%.
- Più volte, nel corso della pandemia di COVID-19, ha sostenuto l'impiego di terapie farmacologiche dall'efficacia non dimostrata, come ivermectina[25] e idrossiclorochina.[26]
- Dopo il bombardamento russo dell'ospedale pediatrico di Mariupol'[27], nel tentativo di giustificare l'attacco, diffonde tramite i suoi canali social le fake news[28][29] secondo cui l'ospedale era divenuto una base dei militari ucraini. A seguito di tali dichiarazioni e pubblicazioni, Facebook Italia le ha sospeso l'account,[30][31] che già era stato oggetto di pesanti polemiche per la pubblicazione di presunte fake news.[29][32] L'interessata ha attribuito la decisione di Facebook a un'ipotetica ritorsione per le sue posizioni sull'invasione russa dell'Ucraina.[33]
- Il 2 marzo 2022 è stata uno dei 13 deputati che hanno votato contro la condanna dell'invasione russa dell'Ucraina.[34] Il 22 novembre, il Parlamento Europeo ha votato a favore del riconoscimento della Federazione Russa come stato che sostiene il terrorismo; Donato è stata una dei quattro parlamentari italiani a votare contro la mozione.[35]